# Adolf von Burgund
Adolf von Burgund (* 1489; † 1540) war Herr von Veere und Admiral der Niederlande. Er war ein Sohn von Philipp von Burgund († 1498) und Anna von Borsselen († 1518).
1498, mit dem Tod seines Vaters erhielt er das Erbe seines Vaters, Beveren und die Grafschaft La Roche, aber auch das seiner Mutter: Veere und Vlissingen, Brouwershaven, Tournehem, Crèvecœur, Arleux, Westkapelle, Duyvelandt, Rumilly, Saint-Souplet und Chocques, die Burggrafschaft Cambrai und die Vizegrafschaft Aire.
Am 15. September 1509 heiratete er Anna von Glymes (* 1492; † 1541), die Tochter von Johann III. von Glymes, Herr von Bergen op Zoom aus dem Haus Glymes. 1516 wurde er in den Orden vom Goldenen Vlies aufgenommen. 1517 folgte er seinem Großonkel Philipp von Burgund († 1524) als Admiral der Niederlande, als dieser zum Bischof von Utrecht ernannt wurde. Er war kaiserlicher Rat und Kämmerer, Admiral und Groß-Bailli von Hennegau. Nach seinem Tod folgte ihm sowohl als Herr von Veere etc. als auch als Admiral sein Sohn Maximilian von Burgund.
Adolf und Anne hatten sieben Kinder:
1. Philipp, * 1. Oktober 1512 in Bergen op Zoom, † klein
2. Maximilian, * 28. Juli 1514, † 4. Juni 1558 in Zandenburg, 21. Oktober 1555 spanisch-niederländischer Marquis de Vere et de Vlissingen, 1540 Herr zu Beveren, Brouwershaven, Westkapelle, Duyvelandt, Tournehem, Crèvecœur, Arleux, Rumilly und Saint-Souplet, Châtelain de Cambrai, Admiral und Generalkapitän von Zeeland, Gouverneur von Holland, kaiserlicher Rat und Kämmerer, Ritter des Ordens vom Goldenen Vlies;
⚭ 1. Mai 1542 in Brüssel Louise de Croy, * 8. März 1524, Tochter von Philippe II. de Croÿ, 1. Herzog von Aarschot, Ritter des Ordens vom Goldenen Vlies (Haus Croy), sie heiratete in zweiter Ehe Johann von Burgund, zu Sommelsdijk und Froidmont, † Sommelsdijk 1585
3. Anne, * 3. April 1516 in Zandenburg, † 25. März 1551, bestattet in Boussu;
⚭ I 1530 Jakob III. Graf von Horn, Ritter des Ordens vom Goldenen Vlies, X 7. August 1531 in Vercelli (Haus Horn);
⚭ II 1532 Jean V. de Hénin, 1555 1. Comte de Boussu, Herr von Galmaarden etc., Ritter des Ordens vom Goldenen Vlies, † 12. Februar 1562, bestattet in Boussu (Haus Hénin)
4. Heinrich, * 26. September 1519 in Zandenburg, † 1532
5. Jacqueline, * 3. November 1523 in Zandenburg, † 1556, zu Beveren;
⚭ I Johann II. von Flandern, Herr zu Praet, † 10. Dezember 1545 (Haus Dampierre);
⚭ II 19. November 1549 in Zandenburg Johann VI. Herr zu Kruiningen etc., Burggraf von Seeland, † 24. April 1559 in Veere (Haus Kruiningen)
6. Tochter, * wohl 1526, † klein
7. Antoinette, * 29. Mai 1529 in Zandenburg, † 25. Mai 1588 in Doornik;
⚭ I 1. Dezember 1549 in Brüssel Charles II. de Croÿ, 2. Herzog von Aarschot etc., † ermordet 24. Juni 1551 (Haus Croy);
⚭ II vor 6. Juni 1569 Jacques d’Anneux, Ritter, Seigneur d‘Aubencourt, † 1588 in Avesnes

Darüber hinaus hatte Adolf noch einen unehelichen Sohn aus seiner Beziehung zu Anne de Rantères, Dame de Fontaines:
Philippe Bâtard de Bourgogne, † nach 1567, Juni 1534 in Brüssel kaiserliche Legitimation, kaiserlicher Kämmerer;
⚭ Jeanne de Hesdin, † nach 1567, Tochter von Jean, Seigneur de Beighem